# 阿斯库尼乌斯·佩狄亚努斯
阿斯库尼乌斯·佩狄亚努斯（英語：Asconius Pedianus，前9年—76年），著有西塞罗五篇演讲稿的注释，仅一份残篇传世，此残篇于1416年在圣加仑修道院发现的一部公元9世纪的手稿中。

## 扩展阅读
- Kiessling and Scholl (1875)
- Albert Curtis Clark (Oxford, 1907), contains a previously unpublished collation of Poggio's manuscript.
- Asconius online on Attalus.org （页面存档备份，存于）